# Carlos Chinin
Carlos Chinin, född 3 maj 1985, är en friidrottare från Brasilien. Han deltog vid olympiska sommarspelen 2008.